# Ctenomys torquatus

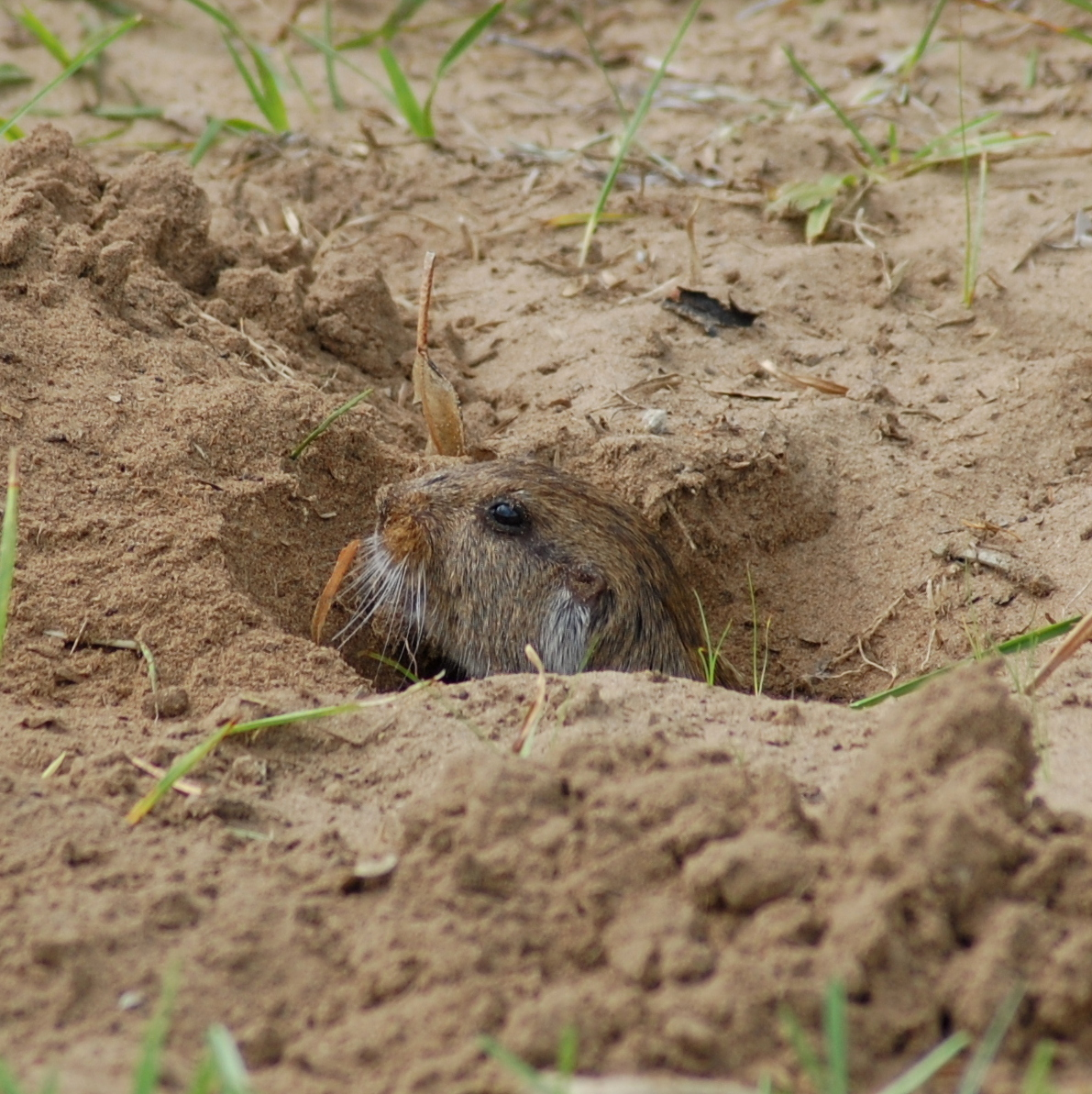
Ctenomys torquatus

El tucu-tucu collarado (Ctenomys torquatus Lichtenstein, 1830) es una especie de roedor subterráneo de la familia Ctenomyidae, endémicos de Sudamérica. Su distribución comprende el sureste de Brasil,  noreste y centro del Uruguay y noreste de la Argentina.Posee una de las mayores distribuciones geográficas del género (dentro del Bioma Pampa).Su nombre común es una onomatopeya de las vocalizaciones que producen para comunicarse entre ellos.

## Características

### Morfología
El largo total desde el hocico hasta el nacimiento de la cola es de aproximadamente 23,5 cm y el largo de la cola es de 6,8 cm;  un peso aproximado de 300 g.Presentan dimorfismo sexual siendo el macho más grande que la hembra. Poseen adaptaciones anatómicas a la vida bajo tierra: cuerpo cilíndrico, miembros cortos y robustos, cola relativamente corta, ojos y orejas pequeños; cráneo fuerte y compacto, grandes incisivos de coloración anaranjada en su parte frontal.C. torquatus tiene pelaje dorsal castaño anaranjado y castaño anaranjado claro en la zona ventral.Presentan un patrón de pelaje blanco en forma de collar que rodea el cuello, de ahí su nombre de Tucu Tucu de collar.Las poblaciones de Brasil presentan polimorfismo cromosómico ( 2n = 44 y 46). Existen individuos melánicos (de pelaje más oscuro) en algunas localidades de Brasil: Cachoeira do Sul y Candiota, así como variaciones en el color del pelaje en algunas poblaciones cercanas a la ciudad de Alegrete. Estas poblaciones presentan tanto variabilidad cromosómica como de coloración del pelaje.

### Hábitat
Habita en bosques de galería y praderas o pastizales, típicos del Bioma Pampa; en suelos arenosos donde construye sus galerías o madrigueras.

#### Galerías, túneles o "tuqueras"
Los túneles o "tuqueras"  (término con que se les designa en Uruguay y Argentina) consisten en una galería principal lineal con varias ramificaciones que terminan en cámaras utilizadas como nido o para acopio de alimentos.  Las galerías presentan además numerosos túneles con salidas accesorias . La profundidad de las galerías oscila entre 6 y 70 cm; con ramificaciones entre 9 y 15 m aproximadamente, el diámetro aproximado de los túneles es de 5 cm. Cuando hay actividad en el exterior de la madriguera se observan montículos de tierra, restos de comida y/o heces en la entrada. Sin embargo, cuando el individuo se encuentra dentro de la madriguera, obstruye su entrada con tierra. El mantenimiento de las galerías es fundamental para evitar la acumulación de dióxido de carbono y otros gases tóxicos, así como para mantener la humedad y la temperatura; para ello el tucu asegura la ventilación utilizando sustratos porosos y poco compactados en las entradas a los túneles, así como con restos de vegetación y heces, de manera de permitir o evitar el ingreso de corrientes de aire.La galería está ocupada por un solo individuo, no se les observa frecuentemente fuera de ellas.

## Hábitos
Desarrollan actividad tanto diurna como nocturna; salen a la superficie para alimentarse y realizar acopio de alimento, tanto para consumo, almacenamiento o construcción de nidos.

### Dieta
Son herbívoros generalistas, consumen vegetación leñosa arbustiva, raíces, y poáceas.También consumen raíces y tubérculos desde el interior de sus túneles a medida que excavan, y en las bocas de las madrigueras, donde se suele observar vegetación con marcas de incisivos.Los tucu-tucu emplean menos del 1% de su tiempo en el exterior de las madrigueras; generalmente se tratan de excursiones para alimentarse o de forrajeo y se limitan a las cercanías de los agujeros de la madriguera (entre 0,3 – 4m).

### Reproducción
Es una especie solitaria, la interacción con otros individuos se limita a la búsqueda de pareja. El cortejo y la cópula ocurren dentro de las galerías y ocurre en primavera. La gestación dura aproximadamente 105 días; la hembra da a luz de 4 a 5 crías. Las crías son amamantadas durante los primeros meses de vida.
Depredadores (tomado de Rossi, E. 2021):"Aves: Lechuza común (Tyto furcata), lechucita de las vizcacheras (Athene cunicularia), lechuzón de campo (Asio flammeus), águila mora (Geranoaetus melanoleucus), aguiluchos (géneros Buteo y Geranoaetus) y halcones (género Falco)"."Mamíferos: zorro gris (Lycalopex gymnocercus), el hurón menor (Galictis cuja), comadreja overa (Didelphis albiventris),  zorrino común (Conepatus chinga), huroncito (Lyncodon patagonicus).Ofidios: género Bothrops " .

### Rol como bio-indicadores
La distribución de C. torquatus en el sur de Brasil coincide con los yacimientos de carbón , que son explotados en minas a cielo abierto. La industria del carbón causa impactos ambientales negativos desde su extracción hasta su combustión. Tanto el polvo de carbón como diversos subproductos contaminan la atmósfera, el agua y el suelo . Los elementos inorgánicos (metales) y los hidrocarburos aromáticos policíclicos (HAP), que se encuentran en el carbón, pueden inducir daño en el ADN al introducir un desequilibrio oxidativo celular mediante la generación de varias especies reactivas de oxígeno" .Debido a sus hábitos de vida, los individuos y poblaciones de C. torquatus son extremadamente suceptibles a todas las formas de contaminación provenientes del carbón.Por ejemplo, se ha observado vegetación contaminada con altos niveles de elementos inorgánicos en las cercanías de Candiota.También se ha demostrado daños en el ADN de plantas como en "carqueja" (Baccharis trimera), caracoles (Helix aspersa) y sangre de trabajadores del carbón.Estudios han demostrado daño del ADN en adultos y juveniles de tuco-tucos de Candiota, que tuvieron mayor daño en el ADN que los roedores del mismo grupo de edad de sitios lejanos a las fuentes de contaminación. C. torquatus ha sido propuesto como organismo bioindicador de contaminación.